# Bestralingssterkte
De bestralingssterkte of irradiantie is het vermogen per oppervlakte-eenheid van invallende elektromagnetische straling op een oppervlak. De bestralingssterkte wordt in watt per vierkante meter uitgedrukt en met het symbool {\displaystyle E} of {\displaystyle E_{\mathrm {e} }}, waarbij het subscript {\displaystyle \mathrm {e} } voor energetisch staat. Het symbool {\displaystyle I} wordt ook wel gebruikt. De bestralingssterkte is het tijdgemiddelde van de component van de poynting-vector loodrecht op het oppervlak. Bij loodrechte inval komt de bestralingssterkte met de intensiteit overeen. De bestralingssterkte neemt de totale invallende straling, bij elke golflengte, in rekening. Wanneer men de invallende straling bij een welbepaalde golflengte beschouwt, spreekt men over de spectrale bestralingssterkte of spectrale irradiantie. Deze wordt uitgedrukt in W m−3 of W m−2 nm−1.
De bestralingssterkte van de Zon op de Aarde, gemeten op een vaste afstand, wordt de zonneconstante genoemd, hoewel ze aan fluctuaties onderhevig is, dus geen constante waarde heeft.